# Jerzy Włodarczyk
Jerzy Włodarczyk (ur. 8 lipca 1954) – polski lekkoatleta, który specjalizował się w biegach sprinterskich. Pierwszy trener biegowy Henryka Szosta (rekordzisty Polski w maratonie). 
W 1975 został halowym wicemistrzem Europy w biegu sztafetowym 4 x 2 okrążenia. Podczas spartakiady armii zaprzyjaźnionych w 1977 roku był czwarty w biegu na 400 metrów. Wraz z kolegami z reprezentacji sięgnął w 1978 w Pradze po srebrny medal mistrzostw Europy w biegu rozstawnym 4 x 400 metrów. Osiem razy bronił barw narodowych w meczach międzypaństwowych. 
Wielokrotny finalista mistrzostw Polski seniorów ma w dorobku jeden złoty (Bydgoszcz 1983 – sztafeta 4 x 400 m), jeden srebrny (Zabrze 1981 – sztafeta 4 x 400 m) oraz jeden brązowy (Bydgoszcz 1977 – bieg na 400 m) medal tej imprezy.
Rekordy życiowe w biegu na 400 metrów: stadion – 46,40 (13 września 1977, Hawana); hala – 48,27 (26 lipca 1977, Zabrze).

## Osiągnięcia
| Rok  | Impreza                            | Miejsce  | Konkurencja                | Lokata     | Wynik   |
| ---- | ---------------------------------- | -------- | -------------------------- | ---------- | ------- |
| 1975 | Halowe mistrzostwa Europy          | Katowice | sztafeta 4 x 2 okrążenia   | 2. miejsce | 2:31,4  |
| 1977 | Spartakiada Armii Zaprzyjaźnionych | Hawana   | bieg na 400 metrów         | 4. miejsce | 46,40   |
| 1978 | Mistrzostwa Europy                 | Praga    | sztafeta 4 x 400 m         | 2. miejsce | 3:03,62 |
| 1978 | Puchar Narodów                     | Tokio    | bieg na 400 m przez płotki | 7. miejsce | 53,53   |